# Jamesia ericksoni
Jamesia ericksoni är en skalbaggsart som beskrevs av Hovore 1990. Jamesia ericksoni ingår i släktet Jamesia och familjen långhorningar.
Artens utbredningsområde är:
- Costa Rica.
- Panama.

Inga underarter finns listade i Catalogue of Life.